# Alexandre (empereur byzantin)
Pour les articles homonymes, voir Alexandre et Alexandre III.
Alexandre (en grec Αλέξανδρος, Alexandros), né le 23 novembre 870 et mort le 6 juin 913 est co-empereur byzantin de 871 à 912, sous les règnes de Basile Ier après 871 et pendant tout le règne de son frère Léon VI le Sage, puis seul empereur du 11 mai 912 au 6 juin 913. Son règne fut marqué par plusieurs échecs politiques. Ses représentations dans l'historiographie sont globalement négatives.

## Biographie

### État de l'empire lors du règne d'Alexandre
Alexandre est le troisième empereur de la dynastie des Macédoniens. Cette dynastie perdure de 867 à 1057. Sous leurs pouvoirs, l'Empire byzantin atteint son apogée médiéval. L'Empire est : « […] la plus grande puissance du monde chrétien et méditerranéen. ». Pendant ces années, l'empire pousse les limites de son territoire jusqu'en Italie, aux abords du Danube et jusqu'à la « Ville de Dieu », soit Antioche. Un enjeu important lors du règne de cette dynastie est celui du contrôle des Balkans. Effectivement, les Bulgares et les Byzantins se confronteront dans plusieurs batailles pour le contrôle de ce territoire.

### Co-empereur sans pouvoir
Alexandre est né le 23 novembre 870 à Constantinople. Il est le plus jeune fils d'Eudocie Ingérina et de Basile Ier dit le Macédonien. Il est aussi le seul fils dont la parenté est incontestable avec l'empereur. Effectivement, les deux autres fils de Basile Ier, soit Léon VI le Sage et Étienne Ier de Constantinople, sont tous deux suspectés d'être les fils de Michel III, qui était l'empereur précédant Basile Ier et qui avait comme maîtresse Eudocie Ingérina. Son père le couronne en tant que co-empereur avec son frère aîné, Léon VI le Sage en 871. Lorsque Basile Ier meurt en 886, Léon VI prend sa place à la tête de l'empire et ne donne aucun pouvoir politique à son frère cadet. Il est dit que Léon VI le Sage était un homme extrêmement autocratique et qu'il croyait qu'Alexandre complotait un assassinat contre lui. Conséquemment, il ne lui donne aucun poste au sein de son gouvernement. Cette exclusion de la vie politique permet à Alexandre de mener une vie d'excès hors du palais, surtout dans sa consommation d'alcool.

### Un règne bref
En 912, Léon VI le Sage succombe à une maladie et Alexandre prend sa place comme détenteur du pouvoir suprême. Son neveu Constantin VII, âgé de sept ans seulement sera son empereur associé. Ce qui marque le court règne d'Alexandre peut être compris grâce à deux événements historiques. Premièrement, il brise la paix avec les Bulgares ce qui mène à une guerre contre ces derniers. Deuxièmement, il procède à une purge au sein de la hiérarchie de l'Église. Il remplace de manière brutale le patriarche Euthyme Ier de Constantinople par Nicolas Ier Mystikos, qui s'efforce de purger la hiérarchie de l'Église afin d'en éliminer les évêques et les prêtres ayant des sympathies pour le patriarche Ignace de Constantinople. La plupart des prêtres démis refusent cependant de quitter leurs fonctions, obligeant ainsi Nicolas à revenir sur sa décision. Au niveau de la structure politique il enlève le poste d'amiral à Himérios et d'impératrice à Zoé Carbonopsina.
La mort d'Alexandre le dimanche 6 juin 913 est un événement qui apporte de l'intérêt aux historiens. Effectivement, les circonstances de la mort de l'empereur mettent en question la fiabilité des chroniques des logothètes. La littérature démontre qu'il y aurait eu une erreur de copie des manuscrits et que la mort d'Alexandre aurait été biaisée par les copistes. Il est reporté qu'il serait mort à la suite d'une partie de polo ou qu’il aurait été victime d'un coup d'épée. Cependant, il existe des doutes qu'il aurait souffert d'un cancer duquel il serait décédé. Avant de mourir, il désigne les tuteurs de son neveu Constantin VII : le patriarche Nicolas Ier Mystikos, les magistroi Étienne et Jean Elada, le recteur Jean et deux de ses favoris, les patrices Basilitzès et Gabrielopoulos. Alexandre a été enterré avec son père à la suite d'une cérémonie funéraire rapidement organisé et indigne de celle d'un empereur.

## Historiographie

### Alexandre et sa mauvaise réputation
La grande majorité des informations sur Alexandre nous parviennent des écrits du logothète[réf. nécessaire], textes écrits et retranscrits à travers les années par certains administrateurs du gouvernement byzantin. Les auteurs de ces textes avaient une perception erronée de l'empereur car il avait procédé à plusieurs actions allant à l'encontre des classes aristocratiques et monastiques de l'époque, classes desquelles les auteurs faisaient partie. C'est donc pour cette raison que la plupart des représentations d'Alexandre sont jusqu'à ce jour négatives et son règne est perçu comme un échec.
Le déclenchement de la guerre contre les Bulgares est survenu à la suite d'un mauvais traitement des ambassadeurs du tsar Siméon Ier de Bulgarie à Constantinople par Alexandre. Effectivement, les ambassadeurs venaient chercher un impôt qui était demandé aux Byzantins pour garder la paix entre les deux empires. Alexandre, ne respectant pas le pacte entendu entre Léon VI le Sage et Siméon, renvoya les représentants de l'État bulgare en les insultant puis en les menaçant. Ceci poussa Siméon à mobiliser son armée contre l'Empire byzantin et le début d'une longue guerre de douze ans débuta.
Alexandre vécut un divorce pour ensuite se remarier avec une autre femme de son entourage. Cet acte fut méprisé par certains membres de la classe aristocratique et monastique de son époque. Plusieurs des actes commis par Alexandre lors de son règne seront fortement critiqués par ces deux groupes.
Il est relaté dans les écrits du logothète qu'Alexandre aurait tenté de savoir si son règne durerait longtemps. Pour avoir des réponses à ses questions, l'empereur aurait usé de la magie et aurait mis en pratique des rituels païens. Effectivement, il retira les tentures et les chandeliers candélabres de l'église pour les installer dans l'hippodrome. À cet endroit il organisa des courses en l'honneur de la statue du sanglier de bronze. Certains interprétèrent cet événement comme un manque de respect envers la religion chrétienne. Cette cérémonie païenne aurait causé, selon certains, la mort d'Alexandre.
Dans les passages du logothète, il est mentionné qu'Alexandre aurait comploté la castration de son jeune neveu Constantin VII. Son but aurait été d'empêcher ce dernier à procréer et ainsi lui enlever sa légitimité de devenir à son tour empereur. Ce plan aurait été concocté par Alexandre car, il avait en tête de mettre Basilitzès sur le trône de l'empire. Toutefois, dans les mêmes écrits, on nous informe que certains partisans de Léon VI auraient tenté de détourner l'attention d'Alexandre lorsqu'il allait commencé à mettre son plan en action. Constantin VII ne sera jamais castré car, Alexandre perdit la vie à la suite d'un très court règne.
Les écrits du logothète nous informent qu'à la prise du pouvoir par Alexandre, celui-ci procéda à déposer du trône patriarcal Euthyme Ier de Constantinople et rappela Nicolas Ier Mystikos qui avait été enlevé de son poste par Léon VI à la suite des controverses entourant son quatrième mariage. C'est lors d'une assemblée solennelle présidée par Alexandre, qu'Euthyme fut arraché de son poste brutalement : « […] les clercs partisans de Nicolas, bondissant sur lui comme des bêtes fauves, le frappaient, lui donnaient coups de poing et gifles, arrachaient sa barbe vénérable. » devant les gens présents au palais de Magnaure. À la suite de cet épisode, Euthyme fut banni du monastère de Ta Agathou, « Quartier situé sur la rive asiatique du Bosphore, au nord de Chrysopolis. » qui avait été fondé par le patriarche Nicéphore Ier de Constantinople qui, par la suite, lui avait été donné par Léon VI). Il eut aussi le bannissement de l'amiral Himérios du monastère des Kalypoi. L'amiral avait dans le temps du règne de Léon VI : « […] monté plusieurs intrigues contre lui (Alexandre) » et donc l'empereur le : « […] menaçait de le traiter en ennemi […] ». Himérios, vivant en exil, perdit la vie six mois plus tard. Alexandre nomma Jean Lazare un homme sans morale, dit-on dans les écrits du logothète, comme recteur et Gabrièlopôlos et Basilitzès au rang de patrice. L'impératrice Zoé Carbonopsina perdit aussi son poste aux mains d'Alexandre qui l'enferma dans un couvent. Elle reprit son poste lorsqu'Alexandre mourut en 913.
Une autre raison qui aurait expliquer pourquoi les classes dirigeantes de l'époque auraient méprisé Alexandre nous est parvenue par les épitaphios datant de l'époque de son règne. Effectivement, il est compris que l'empereur aurait imposé des taxes élevées à l'Église. Cette taxation aurait troublé les classes supérieures de l'empire.

### Un portrait un peu trop noir?
Dans les écrits du logothète, on blâme Alexandre pour la rupture de la paix avec les Bulgares. Toutefois, la littérature nous apprend que cette paix, qui avait été soutenue par Léon VI le Sage, était extrêmement fragile. Effectivement, il est dit que Siméon Ier de Bulgarie était prêt à prendre les armes contre l'Empire byzantin pour prendre la première place entre les deux puissances de l'époque. On comprend aussi que le tsar Siméon aurait été prêt à conserver la paix en échange d'une somme colossale. Les écrits de cette homélie ne disculpent pas les propos qu'Alexandre aurait tenus aux ambassadeurs bulgares. Par contre, elle laisse planer l'idée que la guerre entre les deux nations était inévitable.
Les rituels païens pratiqués par Alexandre auraient été, dit-on, une façon pour lui de soigner son cancer. On mentionne qu' acculé au désespoir, il se serait retourné vers la magie et les sorciers, contrairement à des rites pour honorer d'autres divinités [Quoi ?].
Les changements effectués par Alexandre lors de son règne furent critiqués par plusieurs. Toutefois, il était supposément normal pour un empereur de procéder à des changements de son entourage lorsqu'il entrait en poste. La mauvaise relation qu'avait Alexandre avec son prédécesseur expliquerait pourquoi il aurait voulu remplacer certaines personnes qu'il croyait être ses ennemis par des gens qu'il avait choisis lui-même. Après tout, Alexandre n'aurait pas fait plus de changements lors du début de son règne que son frère Léon VI n'en aurait faits.

### La mort d'Alexandre, erreur des copistes?
Ce que les écrits du logothète nous démontrent est qu'Alexandre serait décédé à la suite des complications lors d'une partie de balle. En effet, la littérature nous informe que : « […] l'excès de nourriture et l'ivresse provoquèrent une douleur dans ses entrailles. ». Cette douleur lui aurait fait perdre beaucoup de sang : « […] par les narines et par le sexe […] » et le lendemain il serait mort. Un coup d'épée envoyé par Dieu lui aurait provoqué ces blessures : « […] smitten by a sword sent by God[Quoi ?] […] ». Envoyé par Dieu à la suite des rituels païens qu'il aurait organisés à l'hippodrome. Toutefois, il semble y avoir une erreur sur l'ordre dans lequel les écrits nous sont parvenus. Effectivement, l'emprisonnement du général Himérios et la visite des ambassadeurs bulgares se produisent à la suite de l'accident de polo. Ceci ne peut refléter la chronologie réelle vu qu'Alexandre aurait été mort lors de ces deux événements. L'auteur Karlin P. Hayter tente de mettre en évidence que les écrits du logothète auraient voulu reprendre cette histoire d'accident de polo et la resituer à la fin du règne d'Alexandre, en juin 913, et la mettre en connexion avec les rituels païens que l'empereur aurait ordonnés à l'hippodrome. L'auteur croit en effet que les copistes de l'époque auraient fait une erreur de copie dans le texte du logothète et la légende de la mort d'Alexandre à la suite d'une partie de polo serait née : « I suspect that, […] , an accident made veryeasy by the looseness of mediaeval grammar and the carelessness of many copyists, and so was born a tradition that Alexander died playing ball. »[Quoi ?].
Il existe des suppositions qu'Alexandre souffrait d'un cancer grave. En effet, à plus d'une reprise on trouve des indications que l'état de santé de l'empereur était fragile. Premièrement, lorsque Léon VI le Sage était sur son lit de mort, il a prédit la mort de son frère. Deuxièmement, un évêque aurait menacé le patriarche Nicolas Ier Mystikos en lui disant de ne pas faire confiance à un homme qui n'allait pas survivre la prochaine année : Vous le chercherez l'an prochain et vous ne le trouverez pas. ».
L'incertitude de la cause de la mort d'Alexandre suscite un manque de fiabilité envers les textes du logothète, qui sont une des rares sources auxquelles les historiens se fient pour examiner cette période de l'histoire.

### Alexandre et les phénomènes surnaturels
Lors du règne d'Alexandre une comète apparaît à l'ouest et celle-ci est un présage de mauvais temps : « […] que le sang coulerait dans la ville reine. ». Il s'agit de la comète de Halley, visible du 19 juillet 912 au 3 août de la même année.
L'empereur Alexandre s'adonna à plusieurs cérémonies païennes dans l'hippodrome de Constantinople, endroit où il idolâtra la statue du sanglier de bronze. Léon VI va prédire la mort d'Alexandre lorsqu'il sera sur son lit de mort en 912, treize mois avant qu'elle ne survienne.